# ナツザキフクジュソウ

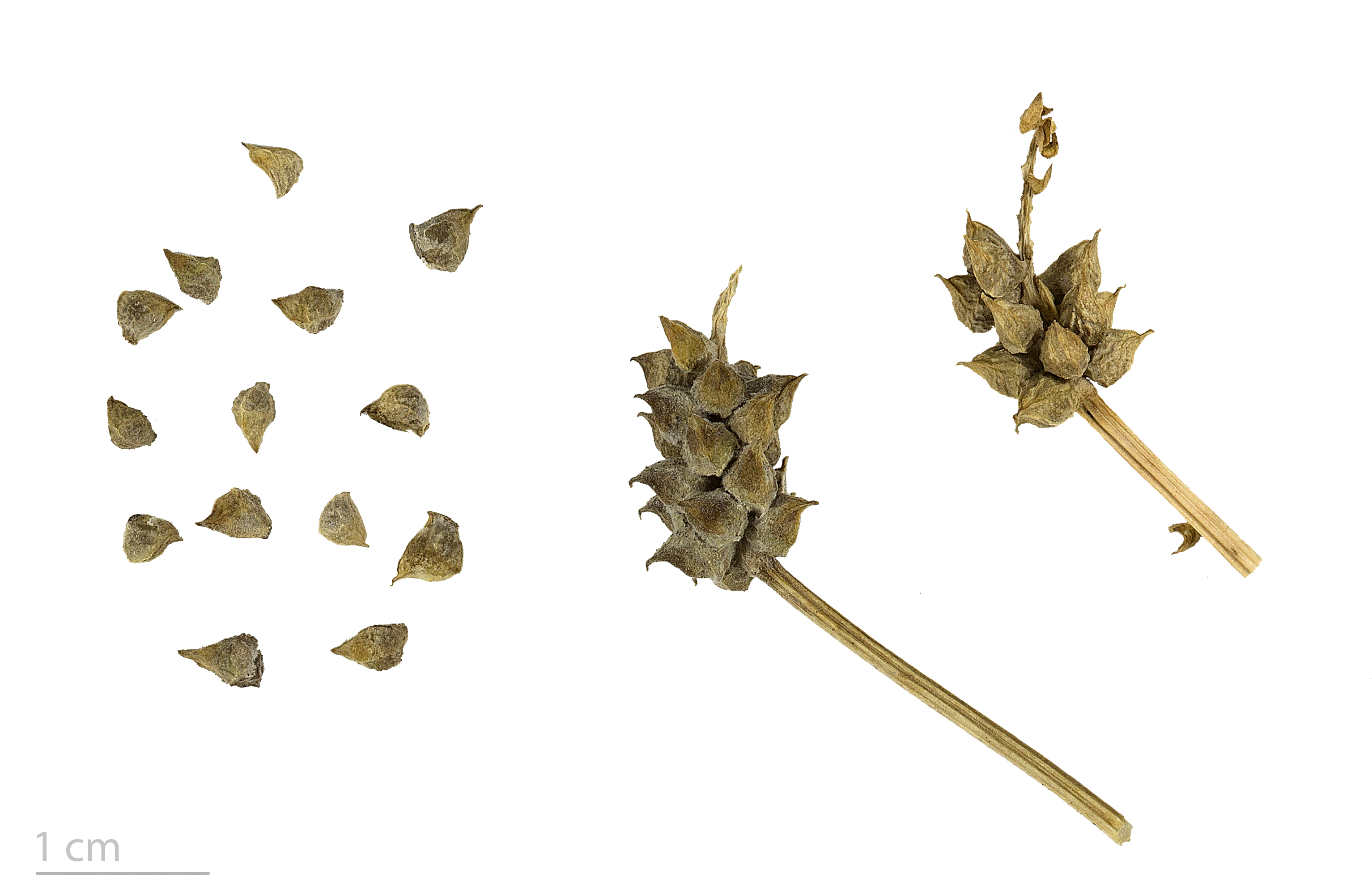
Adonis aestivalis

ナツザキフクジュソウ（夏咲き福寿草、学名：Adonis aestivalis L.）は、キンポウゲ科の一年草。別名、エステバリス。

## 特徴
原産地はヨーロッパであるが、アメリカ西部でもみられる。夏にかけて花を咲かせる一年生植物。
属名のAdonisはギリシャ神話で女神に愛された美少年アドニスが由来とされる。
またaestivalisは、英語で「夏の」という意。